# Kommunistische Partei Griechenlands
Die Kommunistische Partei Griechenlands (griechisch Κομμουνιστικό Κόμμα Ελλάδας Kommounistikó Kómma Elládas, kurz K.K.E. oder KKE) ist eine 1918 entstandene griechische Partei. Sie vertritt einen marxistisch-leninistischen Standpunkt.
1918 als Sozialistische Arbeiterpartei Griechenlands (Σοσιαλιστικό Εργατικό Κόμμα Ελλάδας Sosialistikó Ergatikó Kómma Elládas, kurz: SEKE) gegründet, nahm sie 1924 ihren noch bis heute gültigen Namen an.

## Theoretische Ausrichtung und Programm
Anknüpfend an ihre Rolle in der Geschichte des modernen Griechenlands vertritt die Partei heute noch kommunistische Thesen in der Tradition des internationalen Marxismus und Leninismus. Entsprechend versteht sie sich nicht als reformistisch oder eurokommunistisch, sondern als revolutionär, strebt also den Sturz bzw. die völlige Abschaffung der kapitalistischen Gesellschaftsordnung an. Die linke Partei lehnt sowohl die Politik der USA, die Europäische Union als auch die NATO ab, war entschiedener Gegner der Kriege gegen Jugoslawien, den Irak und Afghanistan und solidarisiert sich stattdessen mit Kuba. Nahziele der Partei im Inneren sind freie und öffentliche Bildung, ein hoher Mindestlohn von 1.300 Euro sowie eine hohe Mindestrente, der Kampf gegen die soziale Diskriminierung der zahlreichen, zumeist albanischen oder russisch-griechischen Immigranten, Sozialstaatlichkeit und ein entschiedenes Vorgehen gegen Drogen. Gleichzeitig vertritt die KKE jedoch öffentlich die These, dass eine endgültige positive Entwicklung zugunsten der arbeitenden Bevölkerung nur durch die (revolutionäre) Machtübernahme der großen Volksmehrheit und eine demokratisch gelenkte Wirtschaft in Staats- und Kollektivhand stattfinden kann.

## Geschichte

### In der Zwischenkriegsperiode
Die heutige KKE ist die älteste Partei in Griechenland.
Sie wurde am 4. November 1918 zunächst unter dem Namen SEKE (Σοσιαλιστικό Εργατικό Κόμμα Ελλάδας, Sozialistische Arbeiterpartei Griechenlands) von Avraam Benaroya gegründet. Die erste politische Handlung von größerem Gewicht war das Engagement der Partei gegen den Griechisch-Türkischen Krieg, in welchem die griechische Monarchie in einer katastrophal scheiternden Militärexpedition versuchte, Kleinasien zu annektieren. SEKE rief die Soldaten auf, dem als imperialistisch verstandenen Krieg durch Fahnenflucht den Rücken zu kehren und stattdessen ihre Waffen gegen den eigenen König zu richten. 1920 entschied der 2. Parteikongress den Beitritt zur Dritten Internationale und erweiterte ihren Namen zu SEKE-K (Σοσιαλιστικό Εργατικό Κόμμα Ελλάδας-Κομμουνιστικό, Sozialistische Arbeiterpartei Griechenlands-Kommunistisch). Auf dem Dritten Parteikongress des Jahres 1924 nahm die Partei offiziell eine marxistisch-leninistische Linie, das Organisationsprinzip des Demokratischen Zentralismus und ihren endgültigen Namen KKE an. Zum Generalsekretär wurde Pandelis Pouliopoulos bestimmt, der später für Trotzki Partei ergreifen würde.
Von 1924 bis in die 1930er-Jahre hinein unterstützte die Partei zudem das Projekt der Kommunistischen Internationale zur Gründung eines vereinten sozialistischen Staates Makedonien, dem auch die griechischen Landschaften Makedonien und Thrakien zugehören sollten. Aus diesem Grund verstärkte sich nicht nur die staatliche Repression gegen die nun erst recht als landesverräterisch geltende KKE, sondern diese verlor auch zahlreiche Sympathien in der Bevölkerung. Offiziell wurde diese Linie erst 1945 durch Nikolaos Zachariadis widerrufen, war allerdings schon seit einigen Jahren faktisch nicht mehr der Parteikurs.
Alles in allem war die KKE bis zum Beginn der deutschen Besatzung eine Partei ohne großen Einfluss, die hinter dem traditionell stattfindenden Kampf zwischen dem republikanisch und dem monarchistisch ausgerichteten Teil der Oligarchie Griechenlands in den Hintergrund trat. Die monarchofaschistische Diktatur des Generals Metaxas und König Georgs des Zweiten der Jahre 1936–1940 (das sogenannte „Regime des 4. August“, nach dem Datum der gewaltsamen Machtübernahme) leitete eine Periode massiver Repression ein, unter der die Anhänger und Mitglieder der Kommunistischen Partei verfolgt wurden und die Praxis der Lagerinseln (z. B. Akronafplia, Ikaria, Anafi und Kefallonia) eingeführt wurde, die Jahrzehnte später wieder zum Repertoire griechischer Militärregime gehören sollte. Die ohnehin zahlenmäßig kleine KKE wurde durch den Geheimdienst bis 1940 fast aufgerieben und viele ihrer Mitglieder befanden sich bis zur deutschen Besatzung in Haft, während der sie häufig im Rahmen von deutschen Vergeltungsaktionen exekutiert wurden. Gleichzeitig ließ der berüchtigte Geheimdienstchef Maniadakis regelmäßig gefälschte Ausgaben der Parteizeitung Rizospastis erscheinen, was die Koordinierung der Untergrundarbeit zusätzlich erschwerte und es für die Bevölkerung fast unmöglich machte, Fakten von Anti-KKE-Propaganda zu unterscheiden.
Zusätzlich befand sich Generalsekretär Zachariadis im Gefängnis, während sich gleichzeitig selbstständig ein Führungsorgan namens „Altes Zentralkomitee“ gebildet hatte, sodass nicht einmal eine einheitliche und koordinierte Führung existierte.

### Rolle der Kommunisten im Widerstand
Als 1940 Mussolini nach einem abgelehnten Ultimatum Griechenland den Krieg erklärte und von Albanien aus angriff, stand KKE vor einem Dilemma: Da beide Kriegsteilnehmer faschistische Diktaturen waren, galt es nun, entweder unter dem Banner des nationalen Befreiungskampfes gemeinsam mit dem eigenen Regime die italienischen Invasoren abzuwehren oder sich weiterhin auf den Sturz der Regierung Metaxas zu konzentrieren. Generalsekretär Zachariadis schrieb am 2. November 1940 aus dem Gefängnis, möglicherweise im Unwissen über den deutsch-sowjetischen Nichtangriffspakt, die Linie der nationalen Front gegen Italien vor. Oftmals wurde der Brief jedoch für eine Fälschung des Regimes gehalten, um die Front gegen Mussolini zu stärken. Andere Kommunisten verdächtigten Zachariadis, auf diese Weise seine Freilassung erwirken zu wollen. Die vorgegebene Linie wurde jedenfalls nur teilweise befolgt und die allgemeine Verwirrung dadurch verstärkt, dass kurz darauf ein weiterer Brief auftauchte, in dem Zachariadis den Krieg der griechischen Armee scharf kritisierte und an die Sowjetunion zur friedlichen Intervention appellierte. Am 7. Dezember veröffentlichte das „Alte Zentralkomitee“ ein Kommuniqué, in dem der Krieg als von den imperialistischen Mächten, allen voran Großbritannien inszeniert bezeichnet wurde. Diese offensichtlich unrichtige Behauptung wurde von der Mehrheit der Parteimitglieder und -funktionäre kritisiert. In der Folge erlitten die italienischen Streitkräfte eine vernichtende Niederlage durch die griechische Armee und wurden weit hinter die albanische Grenze zurückgeworfen.
Eine funktionierende Parteistruktur entstand erst wieder mit dem Angriff der Wehrmacht und der bedingungslosen Kapitulation Griechenlands, die General Tsolakoglou unterzeichnete: Während des durch die deutsche Invasion verursachten Chaos gelang es zahlreichen inhaftierten Kommunisten, zu entkommen. Gleichzeitig tagte am 1.–3. Juli 1941 ein neues Zentralkomitee, das vom „Alten Zentralkomitee“ anerkannt wurde und die neue Linie vorgab: Widerstand, bewaffnet sowie unbewaffnet, gegen die deutsche, italienische und bulgarische Besatzungsmacht. Schon zuvor hatte es jedoch Aufrufe in diese Richtung gegeben. Am 27. September 1941 endlich wurde von der KKE und mehreren kleineren Gruppen wie etwa dem Αγροτικόν Κόμμα (Agrarpartei) die „Nationale Befreiungsfront“ (EAM) gegründet, die bis Kriegsende zur mächtigsten politischen Kraft Griechenlands aufsteigen und die KKE zur wichtigsten Partei machen sollte. In der Zwischenzeit wurde Zachariadis von der deutschen Besatzungsmacht ins KZ Dachau überführt, aus dem er erst 1945 zurückkehrte. Zwischenzeitlich wurde er von Andreas Tsipas und Georgios Siantos vertreten, was auch den Kurs der Partei erheblich beeinflusste: Zachariadis war immer um enge Beziehungen zur KPdSU und der Komintern bemüht gewesen und hatte deren Linie zum Teil auch zum Schaden seiner Partei durchzusetzen versucht. Siantos dagegen war eher ein Pragmatiker, der sich größeren „Spielraum“ erlaubte, was die Interpretation der Komintern-Weisungen angeht.
Am 16. Februar 1942 gründete man in Fthiotida die ELAS (Εθνικός Λαικός Απελευθερωτικός Στρατός – Nationale Volksbefreiungsarmee), den bewaffneten Arm der EAM. In der Folgezeit wurde die ELAS unter der Leitung des äußerst fähigen Kommunisten Aris Velouchiotis (eigentlich Thanassis Klaras) zu einer schlagkräftigen Volksarmee, die bei Kriegsende fast ganz Griechenland militärisch und politisch kontrollierte und verschiedenen Quellen zufolge bis zu 180.000 Männer und Frauen in Waffen und in Reserve hatte, wobei Letztere nie mobilisiert wurde. Die erste Hälfte des Jahres 1943 stand ganz im Zeichen der nationalen Einheit, sodass die ELAS mit der zweitgrößten Widerstandsgruppe EDES von General Nikolaos Plastiras und Napoleon Zervas kooperierte, etwa bei der Sprengung der wichtigen Eisenbahnbrücke bei Gorgopotamos, an der sich auch britische Spezialeinheiten beteiligten und durch die die Deutschen tagelang von ihrem Nachschub abgeschnitten wurden. Zahllose kleinere Überfälle auf Eisenbahnlinien, Konvois, Polizei- und Militärstationen sowie die Eliminierung von Kollaborateuren und deutschen Spitzeln prägten das Wesen des Partisanenkrieges. Später jedoch brachen die Beziehungen zwischen der EAM/ELAS und der monarchischen EDES sowie der dritten, eher unbedeutenden Partisanengruppe EKKA ab. Die ELAS griff Ende 1943 die EDES an und die EDES kollaborierte teils mit der deutschen Wehrmacht im Kampf gegen die ELAS.
Noch während der Anwesenheit deutscher Truppen kam es zum Bürgerkrieg innerhalb des Widerstandes, der zwar von beiden Seiten nie mit äußerster Brutalität geführt wurde, aber die EDES zur informellen Auflösung Ende 1944 brachte. In den befreiten Gebieten wurde unter der Führung von Aris Velouchiotis währenddessen ein funktionierendes Staatswesen aufgebaut, das Selbstverwaltung, eine Volksjustiz und -polizei sowie den Schutz vor plündernd umherziehenden Banditen, den Deutschen und ihren Kollaborateuren einschloss. Die Bevölkerung, die eine solche Freiheit noch nie genossen hatte, wandte sich in enorm großer Zahl der EAM/ELAS und der Kommunistischen Partei zu, die zudem als einzige große politische Gruppe nie in Kollaborationsaffären verwickelt gewesen war. Die miserable Lebenssituation der griechischen Bauern und Arbeiter und die völkermörderische Vergeltungstaktik der Wehrmacht und SS trugen ihren Teil dazu bei. Trotz des großen Erfolgs im Partisanenkrieg fürchtete die KKE-Führung den radikalen Wandel, dem die ELAS unter Aris, Stefanos Sarafis und Andreas Tzimas das Land unterzog, da die wichtige Unterstützung durch Großbritannien verloren zu gehen drohte, falls die Perspektive eines linksregierten Nachkriegsgriechenlandes allzu real würde.

### Der Bürgerkrieg bis 1949
Tatsächlich brachen nach dem Abzug der Deutschen, Italiener und Bulgaren in Athen offene Feindseligkeiten zwischen britischen Armeeeinheiten, königstreuen Milizen und ehemaligen Kollaborateuren einerseits und der ELAS andrerseits aus, nachdem britische Truppen auf eine Massendemonstration der EAM das Feuer eröffneten. Die sogenannte Schlacht um Athen führte nicht zur erhofften Eroberung Athens durch die ELAS und so kehrte die KKE-Führung zur Linie der Versöhnung zurück: Das Waffenstillstandsabkommen von Varkiza 1945 beinhaltete die Entwaffnung der ELAS, eine Generalamnestie für alle Partisanen und ein Referendum über die Rückkehr des Königs sowie über eine Verfassung. 1944 war die KKE kurzzeitig Mitglied in einer Regierung der nationalen Einheit unter Papandreou.
Während ELAS und KKE ihren Teil des Vertrages einhielten, waren unter anderem die faschistischen Milizen (etwa die „Organisation Chi“ und die „Tagmata Asfalias“) vertragsbrüchig. In einigen Teilen Griechenlands entwickelte sich unter Duldung der republikanisch-gemäßigten Kräfte ein sogenannter weißer Terror der griechische Rechten heraus, welcher die überwiegend aber nicht ausschließlich kommunistischen Mitglieder der EAM und ELAS zum Ziel hatte. Im März 1946 wurde – entgegen dem Abkommen von Varkiza – zunächst eine Parlamentswahl abgehalten. Das eigentlich vor dieser Wahl geplante Referendum über die Monarchie wurde verschoben. Die innenpolitischen Spannungen wurden auch durch die Tatsache angeheizt, dass die Kollaborateure der Besatzungsmacht nur in geringem Maße juristisch zur Rechenschaft gezogen wurden. Die Haftdauer unter anderem des Quisling-Ministerpräsidenten Konstantinos Logothetopoulos (1945 zu lebenslanger Haft verurteilt, 1951 begnadigt) ist ein Beispiel hierfür. 1947 wurde die KKE von der Regierung verboten.
Da sowohl EAM als auch ELAS aufgehört hatten zu existieren, wurde mit der Demokratischen Armee Griechenlands (Δημοκρατικός Στρατός Ελλάδας, DSE) ein bewaffneter Flügel der KKE gegründet, dessen ausführender Kommandant der Kommunist Markos Vafiadis war. Neben den verfolgten Kommunisten, ehemaligen ELAS-Partisanen und zahlreichen Jugendlichen zählte die DSE auch viele Angehörige von slawischen Minderheiten aus Nordgriechenland in ihren Reihen. Obwohl die KKE noch über längere Zeit versuchte, den offenen Bürgerkrieg zu verhindern, bildeten sich in den Bergen vor allem Nordgriechenlands aber auch einiger Inseln rote Partisanenverbände, deren Stärke den (inzwischen zurückgekehrten) Zachariadis schließlich dazu bewog, seine aussichtslosen Bemühungen zu unterbinden und zum Angriff überzugehen. Durch Überfälle auf Polizeistationen erhielt die DSE ihre Bewaffnung, durch Blitzangriffe auf kleine Einheiten der Armee schwächte sie die Staatsmacht. Als Gegenregierung zur Monarchie wurde die Provisorische Demokratische Regierung gebildet, für deren Sitz die DSE versuchte, eine kleinere Stadt zu erobern.
Dafür musste die Taktik der DSE aber vom Guerillakrieg zur offenen Konfrontationstaktik abgewandelt werden. Markos Vafiadis, der sich als fähiger General der Guerilla erwiesen hatte, riet davon ab und wurde daraufhin abgesetzt. Neuer Kommandant der DSE wurde Zachariadis selbst, woraufhin die DSE im offenen Krieg schwere Verluste erlitt. Hauptsächlicher Unterstützer der DSE war Jugoslawien, in geringerem Umfang Albanien. Die Sowjetunion unter Stalin half der kommunistischen Gegenseite hingegen nicht. In einem Geheimabkommen über die Einflusssphären auf dem Balkan am Rande der Konferenz von Jalta 1945 hatten Churchill und Stalin ein Einflussverhältnis von „90 % West zu 10 % Ost“ für Griechenland vereinbart. Dies wurde von vielen griechischen Kommunisten als Verrat empfunden, da man lediglich ein Bauernopfer Stalins gewesen sei. Die royalistische Gegenwehr wurde vor allem von den Regierungen in Großbritannien und den USA unterstützt. Im von Regierungsseite mit äußerster Härte, auch gegenüber der Zivilbevölkerung (unter anderem unter Einsatz von Napalm), geführten Bürgerkrieg wurden die kommunistischen Verbände, die vom Guerillakrieg zum offenen Frontenkrieg übergegangen waren, nach längeren Kämpfen zum Rückzug nach Nordwesten gedrängt.
Weil ab 1947 die bedeutende logistische Unterstützung durch das sozialistische Jugoslawien wegfiel, da Josip Broz Tito den moskaufreundlichen KKE-Kurs nicht mehr in seinem Interesse sah, konnten die Verluste auch nicht mehr ausgeglichen werden. Die griechische Regierung entführte ab 1947 Kinder von Eltern, die mutmaßlich in der Guerilla aktiv waren, und steckte sie in Indoktrinationslager auf der Gefängnisinsel Leros. DSE-Einheiten hatten während der Kämpfe daraufhin zahlreiche Kinder aus den umkämpften Gebieten evakuiert (von der Regierungsseite in Anspielung an die osmanische Knabenlese als Paidomazoma (Kinderlese) bezeichnet) und in andere Staaten geschickt, die DDR nahm rund 1300 Kinder auf. Im Oktober 1949 wurde ein temporärer Waffenstillstand vereinbart und es kam zu keinen weiteren Kriegshandlungen.
Nach der Niederlage der Volksbefreiungsarmee wurden über 50.000 ihrer Sympathisanten aus dem Land vertrieben und suchten Zuflucht in den Ländern des Ostblocks. Erst nach dem Sturz der Militärdiktatur 1974 wurde den Vertriebenen wieder die Einreise nach Griechenland gewährt.

### Zeit bis zum Fall der Militärjunta
Die Jahre nach dem Bürgerkrieg waren wie auch die Jahre während des Bürgerkriegs und die Zeit des Metaxas-Regimes geprägt von der Illegalität der Kommunistischen Partei und der Repression gegen die Linke. In dieses Kapitel gehört auch die öffentliche Hinrichtung der KKE-Funktionäre Nikos Belogiannis und Nikos Ploumbidis, auf die das Regime trotz internationaler Proteste als Abschreckungsmaßnahme nicht verzichten wollte. Bis in die 1960er-Jahre entspannte sich die Situation allerdings und viele Linke wurden aus der Haft und dem Exil entlassen, standen jedoch immer noch unter strenger Bewachung und waren von Berufen im öffentlichen Sektor ausgeschlossen. Erst in den 1960er-Jahren, als sich die politische Situation zu lockern begann, versuchte das (als einzige linke Partei legale) Linksbündnis Eniea Dimokratiki Aristera (griechisch Ενιαία Δημοκρατική Αριστερά ΕΔΑ, Vereinigung der Demokratischen Linken EDA) auf parlamentarischem Weg die Macht zu erlangen, was 1967 ein sehr wahrscheinliches Zukunftsszenario wurde, aber durch den Putsch rechtsextremer Militärs unter Georgios Papadopoulos, angeblich zur Wiederherstellung der nationalen Ordnung und zur Abwendung der kommunistischen Bedrohung, vereitelt wurde. Die Verfassung wurde außer Kraft gesetzt und die politischen Parteien verboten.
Trotz der Führungsrolle, die die illegale KKE im Widerstand gegen das Obristenregime einnahm, kam es 1968, hauptsächlich ausgelöst durch die Intervention des Warschauer Paktes in der Tschechoslowakei (Prager Frühling), zur Abspaltung des eurokommunistischen Flügels KKE tou Esoterikoú (KP des Inlands), der die Moskauer Politik scharf kritisierte und ähnlich wie eurokommunistische Parteien in Frankreich und Italien einen parlamentarischen Weg zum Sozialismus als Parteiziel proklamierte. Die Rumpfpartei hielt an ihrer leninistischen Linie fest und unterstützte das Handeln des Warschauer Pakts, da sie die Befürchtungen eines Ausbruchs der CSSR aus dem sozialistischen Lager für gerechtfertigt hielt.

### Seit der Einführung der parlamentarischen Demokratie
1974, nach dem Fall der Junta, wurde die KKE nach Jahrzehnten des Verbotes von Konstantinos Karamanlis legalisiert, der damit die lange Geschichte einer gespaltenen Nation beenden wollte, und konnte zu den Parlamentswahlen antreten. Gemeinsam mit der KKE tou Esoterikoú und der EDA erhielt die durch jahrzehntelange Verfolgung stark geschwächte Partei als Vereinigte Linke 9,36 % der Stimmen. Danach zerfiel das Bündnis in die einzelnen Parteien und bis 1989 trat KKE alleine zu den Wahlen an.
Im Zuge des Zusammenbruchs der kommunistischen Systeme in Mittel- und Osteuropa initiierten mehrere linke Parteien, darunter sowohl die KKE als auch die aus der KKE-Inland hervorgegangenen Partei Elliniki Aristera (‚Griechische Linke‘) 1989 ein Wahlbündnis. Dieses nahm den Namen Synaspismós tis Aristerás kai tis Proódou (Συνασπισμός της Αριστεράς και της Προόδου ‚Koalition der Linken und des Fortschritts‘) an und errang bei der Parlamentswahl 1989 13,1 % der Stimmen. Anschließend bildete es eine kurzlebige Koalitionsregierung mit der konservativen Nea Dimokratia unter Tzannis Tzannetakis, um die durch schwere Korruptionsvorwürfe belastete Regierung der sozialdemokratischen PASOK abzulösen und eine Aufklärung der Affäre zu ermöglichen. Im selben Jahr jedoch trat auch PASOK der Regierungskoalition bei, bevor sich diese drei Monate später auflöste. 1991 wurde das Linksbündnis aufgekündigt, weil die KKE sich nicht an der Bildung einer gemeinsamen Partei beteiligen wollte, was bedeutet hätte, die eigenen Strukturen aufzulösen. Einige reformorientierte KKE-Mitglieder traten jedoch zur damals gebildeten Linkspartei Synaspismos über, die inzwischen in SYRIZA aufgegangen ist. In der KKE verblieben vorwiegend die traditionalistischen, teilweise sogar stalinistischen, Kräfte. Diese sahen die untergegangene Sowjetunion weiterhin als Vorbild an.
Durch wirtschaftliche Zusammenarbeit mit den sozialistischen Staaten gelang der KKE der Aufbau eines ansehnlichen Parteivermögens. Ihr gehören laut einem Medienbericht von der regierungsnahen Zeitung To Vima 1991 unter anderem eine Großdruckerei, zwei Rundfunksender und ein größerer Immobilienbesitz. Ein erheblicher Teil der Mittel stammt demnach aus Provisionen über Handel mit Tarnfirmen mit den realsozialistischen Staaten. Im Stadtteil Perissos entstand durch dieses Vermögen beispielsweise ein „Haus des Volkes“ mit der größten Kongresshalle im Lande.
In den 1990ern erzielte die Partei bei den nationalen Parlamentswahlen nur noch Werte zwischen 4 und 6 Prozent. Bei den nationalen Parlamentswahlen im Jahr 2004 hat die KKE knapp 5,9 % der Wählerstimmen für sich gewinnen können und zog mit zwölf Abgeordneten ins griechische Parlament ein. Auf ihrem 18. Parteikongress Februar 2009 kündigte die sich noch immer als leninistisch verstehende KKE an, auch auf Druck des Jugendverbandes KNE, als Kurswechsel eine offenere Zusammenarbeit mit linken Gruppen zu suchen und die Ursachen des Zusammenbruches der Ostblockstaaten näher zu untersuchen.

## Lage der Partei seit 2000

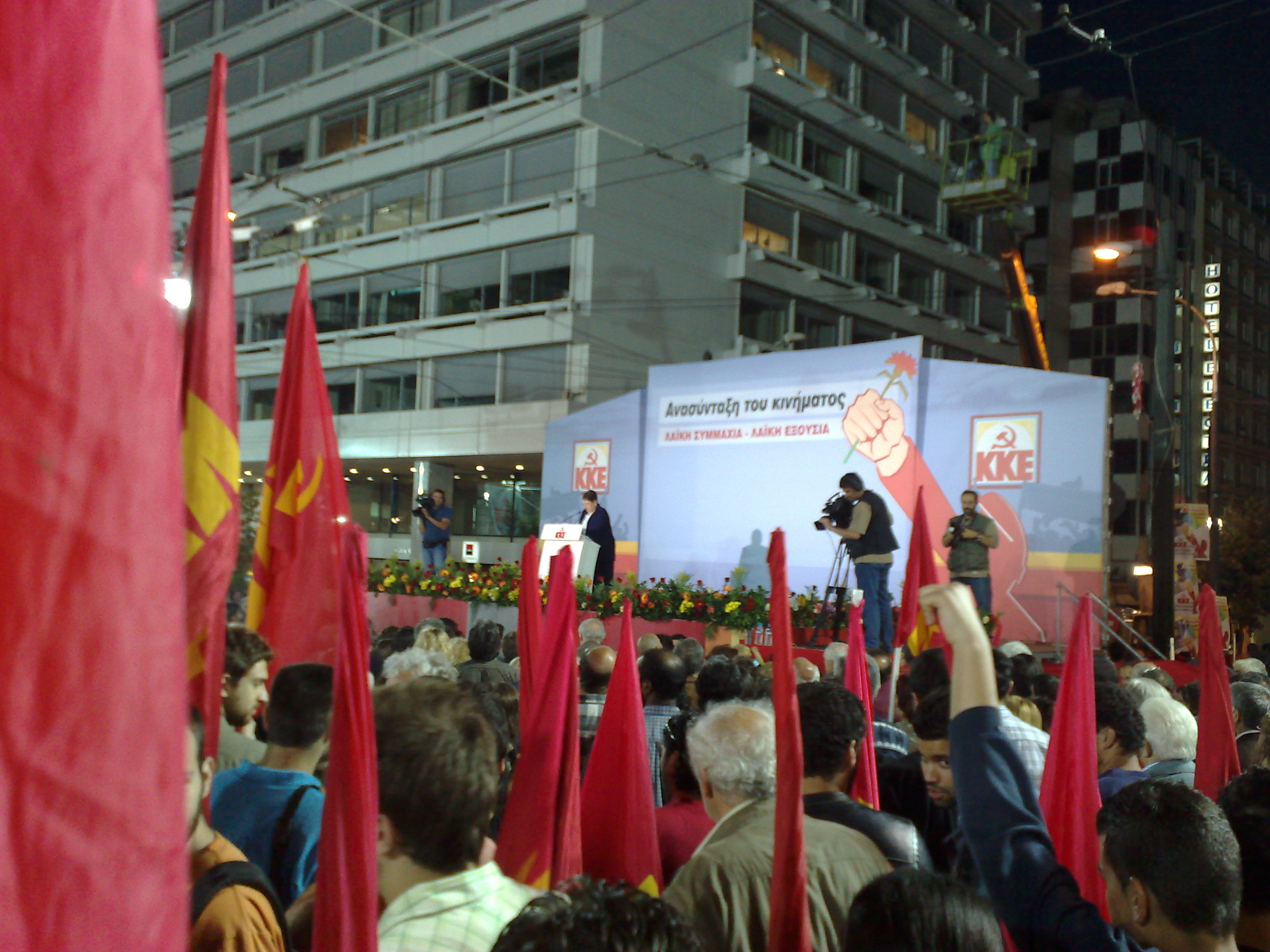
Kundgebung der KKE, 2008

Ihre Sympathisanten rekrutiert die Partei hauptsächlich aus der Arbeiterschaft, Studenten und linken Intellektuellen.
Bei den Wahlen im Jahr 2007 erhielt die KKE knapp 8,2 % und stellte aufgrund eines veränderten Wahlsystems 22 Abgeordnete. Bei der Europawahl 2004 erhielt sie 9,5 % aller Stimmen und entsandte drei Abgeordnete, die der Fraktion der Vereinigten Europäischen Linken – Nordische Grüne Linke angehörten. Spekulationen über das hohe Wahlergebnis von 2007 führen dieses vor allem auf die katastrophalen Waldbrände zwei Wochen vor den Wahlen zurück. Papariga wies solche Deutungen zurück und erklärte, der Zuwachs von fast 2,3 % lasse sich keineswegs nur auf Proteststimmen reduzieren.
2009 erzielte die KKE bei den Wahlen 7,54 % der Stimmen.
Bei der Parlamentswahl im Mai 2012, die im Zeichen der Auflehnung gegen die zur Bewältigung der Finanz- und Wirtschaftskrise eingeleiteten einschneidenden Spar- und Reformmaßnahmen stand, konnte die KKE nicht in gleichem Maße wie andere links- und rechtsradikale Parteien von der Unzufriedenheit der Wähler profitieren. Sie erzielte 8,48 % der Wählerstimmen und erhielt 26 Parlamentssitze, wurde jedoch von der linken SYRIZA (16,78 %) überholt. Die KKE hatte vor der Wahl den Vorschlag des SYRIZA-Vorsitzenden Alexis Tsipras abgelehnt, ein linkes Wahlbündnis zu bilden, das aus der Wahl als stärkste politische Kraft hätte hervorgehen können. Da diese Wahl keine regierungsfähige Mehrheit erbrachte, fanden am 17. Juni erneut Parlamentswahlen statt. Aus diesen ging die KKE  stark geschwächt hervor, wobei sie ihren Stimmanteil auf 4,50 % verminderte und nur noch 12 Mandate erzielen konnte.
Die Jugendorganisation der KKE ist die Kommunistische Jugend Griechenlands (griech. Κομμουνιστική Νεολαία Ελλάδας, KNE). Parteizeitung ist Rizospástis (Ριζοσπάστης‚ der Radikale‘), die kommunistische Gewerkschaft PAME (Π.Α.ΜΕ), der Fernsehkanal „902“ sowie der Rundfunksender „90,2“ gehören zur Partei. Der Studentenbund ΠΚΣ (Πανσπουδαστική Κίνηση Συνεργασίας), erreichte Wahlergebnisse von im Schnitt etwas über 15 %. Sowohl KNE als auch KKE existieren außerhalb Griechenlands, offiziell meist in Form von Sympathisantenorganisationen.
Nach der Europawahl 2014 verließ die KKE die GUE/NGL-Fraktion und wurde fraktionslos.
Von ihrer Gründung 2013 bis zu ihrer Auflösung 2023 war die KKE Mitglied der Initiative kommunistischer und Arbeiterparteien Europas.
Bei den Neuwahlen 2019 erhielt die Partei 5,34 %. Sie konnte damit ihre 15 Sitze im griechischen Parlament verteidigen und wurde viertstärkste Kraft.

## Position zu anderen Parteien
Die KKE wurde zeitweise von DIKKI, einer außerparlamentarischen linken und euroskeptischen Abspaltung der PASOK, die aber seit einiger Zeit SYRIZA nahesteht, unterstützt. Die Kritik der KKE am SYRIZA von Alexis Tsipras, der anderen großen linken Partei, konzentriert sich darauf, dass diese die Europäische Union nicht als imperialistischen Zusammenschluss, der von ökonomischen Interessen gelenkt werde, sehe, sondern unterstütze. Weiterhin wird Tsipras von der KKE vorgeworfen, keinen klaren Klassenstandpunkt zu vertreten, sondern Illusionen über einen reformierten, menschlichen Kapitalismus zu verbreiten. Eine Einigung im innerlinken Konflikt scheint daher unwahrscheinlich und Kooperationen der beiden Linksparteien gibt es nur in Einzelfällen.
Vor den Parlamentswahlen am 16. September 2007 rief die KKE die Bevölkerung dazu auf, nicht SYRIZA zu wählen, da diese inkonsequent sei und den Vertrag von Maastricht mit ihren Stimmen unterstützt habe. Besonders an die Jugend richtete sich der Appell, die Partei LAOS, die 2007 den Sprung über die 3 %-Hürde geschafft hatte, nicht zu wählen, da diese Partei rassistische, chauvinistische und nationalistische Politik vertrete. Als „Hauptgegner“ galt der KKE lange Zeit jedoch der „Dikommatismos“ (Zweiparteiensystem), in dem die beiden größten Parteien Nea Dimokratia und PASOK abwechselnd der Regierungsgewalt erlangten – nach Meinung der KKE jedoch, ohne sich bedeutend in ihrem promonopolistischen und gegen das Volk gerichteten Regierungskurs zu unterscheiden.

## Politische Ansichten
In der Wirtschaftspolitik schlägt die KKE eine Verstaatlichung von Produktionsmitteln vor. Befürwortet wird ebenfalls die Errichtung einer Zentralverwaltungswirtschaft, da diese nach Ansicht der KKE am besten geeignet sei, die Bedürfnisse der griechischen Bevölkerung zu befriedigen.
In gesellschaftspolitischen Fragen vertritt die KKE tendenziell konservative Positionen. So stimmte sie im Jahr 2024 gegen die Einführung der gleichgeschlechtlichen Ehe, da diese ihrer Meinung nach zu einer Abschaffung von Mutterschaft und Vaterschaft führe. Die Legalisierung von Drogen wird abgelehnt.
In der Außenpolitik positioniert sich die KKE klar gegen die EU-Mitgliedschaft Griechenlands sowie gegen die NATO. Die KKE verurteilte den Russischen Überfall auf die Ukraine 2022. Sie boykottierte jedoch eine Rede des ukrainischen Staatspräsidenten Wolodymyr Selenskyj im griechischen Parlament, den sie als reaktionär bezeichnete.

## Liste der Ersten Sekretäre und Generalsekretäre
| Zeitraum  | Name                  |
| --------- | --------------------- |
| 1918–1922 | Nikolaos Dimitratos   |
| 1922      | Yannis Kordatos       |
| 1922–1923 | Nikolaos Sargologos   |
| 1923–1924 | Thomas Apostolidis    |
| 1924–1925 | Pandelis Pouliopoulos |
| 1925–1926 | Eleftherios Stavridis |
| 1926–1927 | Pastias Giatsopoulos  |
| 1927–1931 | Andronikos Chaitas    |
| 1931–1941 | Nikolaos Zachariadis  |

| Zeitraum  | Name                     |
| --------- | ------------------------ |
| 1941      | Andreas Tsipas           |
| 1942–1945 | Georgios Siantos         |
| 1945–1956 | Nikolaos Zachariadis     |
| 1956      | Apostolos Grozos         |
| 1956–1972 | Konstantinos Koligiannis |
| 1972–1989 | Charilaos Florakis       |
| 1989–1991 | Grigoris Farakos         |
| 1991–2013 | Aleka Papariga           |
| seit 2013 | Dimitris Koutsoumbas     |

## Parteitage
| Bezeichnung                 | Datum                           |
| --------------------------- | ------------------------------- |
| I. Parteitag                | November 1918                   |
| II. Parteitag               | April 1920                      |
| außerordentlicher Parteitag | September 1920                  |
| außerordentlicher Parteitag | Oktober 1922                    |
| außerordentlicher Parteitag | September 1923                  |
| III. Parteitag              | 26. November – 3. Dezember 1924 |
| IV. Parteitag               | Dezember 1928                   |
| V. Parteitag                | März 1934                       |

| Bezeichnung     | Datum                  |
| --------------- | ---------------------- |
| VI. Parteitag   | Dezember 1935          |
| VII. Parteitag  | Oktober 1945           |
| VIII. Parteitag | August 1961            |
| IX. Parteitag   | Dezember 1973          |
| X. Parteitag    | Mai 1978               |
| XI. Parteitag   | Dezember 1982          |
| XII. Parteitag  | Mai 1987               |
| XIII. Parteitag | 19. – 24. Februar 1991 |

| Bezeichnung      | Datum                    |
| ---------------- | ------------------------ |
| XIV. Parteitag   | 18. – 21. Dezember 1991  |
| XV. Parteitag    | 22. – 26. Mai 1996       |
| XVI. Parteitag   | 14. – 12. Dezember 2000  |
| XVII. Parteitag  | 9. – 12. Februar 2005    |
| XVIII. Parteitag | 18. – 22. Februar 2009   |
| XIX. Parteitag   | 11. – 14. April 2013     |
| XX. Parteitag    | 30. März – 2. April 2017 |
| XXI. Parteitag   | 24. – 27. Juni 2021      |

## Mitglieder
- Nikos Belogiannis (Mitglied des ZK, bekannt durch seine Hinrichtung wegen des Parteiverbotes)
- Manolis Glezos (Widerstandskämpfer)
- Nikos Kotzias (griechischer Außenminister)
- Manos Loizos (Komponist und Sänger)
- Nikos Ploumbidis (Mitglied des ZK)
- Jannis Ritsos (griechischer Dichter)
- Mikis Theodorakis (Komponist)
- Giorgos Toussas (Mitglied des ZK, MdEP)
- Markos Vafiadis (Oberbefehlshaber der Demokratischen Armee Griechenlands im Bürgerkrieg 1946–1949)
- Aris Velouchiotis (Partisanenführer)
- Nikos Xylouris (kretischer Musiker)

## Wahlergebnisse

### Wahlen zum Griechischen Parlament
| Ergebnisse     | Ergebnisse    | Ergebnisse    | Ergebnisse | Ergebnisse                                                                                             |
| Jahr           | Stimmenanzahl | Stimmenanteil | Sitze      | Anmerkung                                                                                              |
| -------------- | ------------- | ------------- | ---------- | --- |
| 1926           | 41.982        | 4,4 %         | 10         | - |
| 1928           | 14.352        | 1,4 %         | 0          | - |
| 1932           | 58.223        | 4,5 %         | 13         | - |
| 1933           | 52.958        | 4,6 %         | 0          | Als Mitglied der Volksfront. Keine Abgeordnete entsandt.                                               |
| 1936           | 73.411        | 5,8 %         | 15         | Als Mitglied der Volksfront.                                                                           |
| 1951           | 180.640       | 10,6 %        | 10         | Als Mitglied der Vereinigung der Demokratischen Linken                                                 |
| 1952           | 152.011       | 9,5 %         | 0          | Als Mitglied der Vereinigung der Demokratischen Linken                                                 |
| 1958           | 939.902       | 24,4 %        | 60         | Als Mitglied der Vereinigung der Demokratischen Linken                                                 |
| 1974           | 464.787       | 9,5 %         | 8          | Als Mitglied der Vereinigten Linken. Erste freie Wahlen seit dem Ende der Griechischen Militärdiktatur |
| 1977           | 480.272       | 9,4 %         | 11         | - |
| 1981           | 620.302       | 10,9 %        | 13         | - |
| 1985           | 629.525       | 9,9 %         | 12         | - |
| Juni 1989      | 855.944       | 13,1 %        | 28         | Als Mitglied der Koalition der Linken, der Bewegungen und der Ökologie                                 |
| November 1989  | 734.611       | 11 %          | 21         | Als Mitglied der Koalition der Linken, der Bewegungen und der Ökologie                                 |
| 1990           | 677.059       | 10,3 %        | 19         | Als Mitglied der Koalition der Linken, der Bewegungen und der Ökologie                                 |
| 1993           | 313.001       | 4,5 %         | 9          | - |
| 1996           | 380.046       | 5,6 %         | 11         | - |
| 2000           | 379.454       | 5,5 %         | 11         | - |
| 2004           | 436.818       | 5,9 %         | 12         | - |
| 2007           | 583.750       | 8,2 %         | 22         | - |
| 2009           | 517.154       | 7,5 %         | 21         | - |
| Mai 2012       | 536.105       | 8,5 %         | 26         | Griechische Staatsschuldenkrise / Eurokrise                                                            |
| Juni 2012      | 277.227       | 4,5 %         | 12         | Griechische Staatsschuldenkrise / Eurokrise                                                            |
| Januar 2015    | 338.138       | 5,5 %         | 15         | Griechische Staatsschuldenkrise / Eurokrise                                                            |
| September 2015 | 301.632       | 5,6 %         | 15         | Griechische Staatsschuldenkrise / Eurokrise                                                            |
| 2019           | 299.592       | 5,3 %         | 15         | |
| Mai 2023       | 426.741       | 7,23 %        | 26         | |
| Juni 2023      | 401.224       | 7,69 %        | 21         | |

### Wahlen zum Europäischen Parlament
| Ergebnisse | Ergebnisse    | Ergebnisse    | Ergebnisse | Ergebnisse                                                             |
| Jahr       | Stimmenanzahl | Stimmenanteil | Sitze      | Anmerkung                                                              |
| ---------- | ------------- | ------------- | ---------- | ---------------------------------------------------------------------- |
| 1981       | 729.052       | 12,8 %        | 3          | -                                                                      |
| 1984       | 693.304       | 11,6 %        | 3          | -                                                                      |
| 1989       | 936.175       | 14,3 %        | 4          | Als Mitglied der Koalition der Linken, der Bewegungen und der Ökologie |
| 1994       | 410.741       | 6,3 %         | 2          | -                                                                      |
| 1999       | 557.365       | 8,7 %         | 3          | -                                                                      |
| 2004       | 580.396       | 9,5 %         | 3          | -                                                                      |
| 2009       | 428.283       | 8,4 %         | 2          | -                                                                      |
| 2014       | 349.255       | 6,1 %         | 2          | fraktionslos                                                           |
| 2019       | 302.677       | 5,4 %         | 2          | fraktionslos                                                           |
| 2024       | 367.796       | 9,3 %         | 2          | fraktionslos                                                           |